# Arnold Engels
Arnoldus Hendrikus Johannes (Arnold) Engels (Enschede, 24 juni 1869 - Leiden 31 oktober 1940) was een parlementslid van de Roomsch-Katholieke Staatspartij (RKSP) voor het district Almelo. Hij werd voornamelijk bekend als lid van een groep van 10 dissidenten die, door tegen de Vlootwet te stemmen, het tweede kabinet-Ruijs de Beerenbrouck ten val brachten.

## Biografie
Zijn vader was wever en overleed al op vroege leeftijd, waarna zoon Engels in de fabriek ging werken. Gelukkig wist hij zich uit die armoedige omstandigheden los te werken, onder meer via priester Alfons Ariëns. Naar aanleiding van die moeilijke periode schreef hij in 1907 het boekje Fabrieksmenschen.
In 1891 huwde hij met Maria Brinkhuis. Zij was in 1896 medeoprichtster van de Mariavereniging, de voorloper van de eerste vrouwelijke vakvereniging in Nederland. In 1893 werd Engels uitgezonden naar paus Leo XIII voor een audiëntie. De paus wilde in lijn met zijn encycliek Rerum Novarum jonge katholieken uit het arbeidersmilieu stimuleren het geloof op sociale wijze uit te dragen, daarmee ook een tegenwicht gevend aan het sterk opkomende socialisme. Na zijn verlies voor de Tweede Kamerzetel van Enschede aan een socialist in 1905, verhuisde hij naar Leiden. Hij was een volgeling van de katholieke voorman en latere minister Piet Aalberse. In het westen speelde hij een belangrijke rol in de R.K. Land- en Tuinbouwbond.
In 1916 wist hij de Tweede Kamerzetel van Almelo te winnen. Hij bleef in de Tweede Kamer tot 1937. Zijn opvallendste actie in de Tweede Kamer was in 1923. Met 10 dissidenten van de RKSP stemde hij tegen de Vlootwet, waardoor het tweede kabinet-Ruijs de Beerenbrouck ten val kwam. Hij werd Ridder in de Orde van de Nederlandse Leeuw. In 1950 werd in het katholieke Nijmegen nog een straat naar hem vernoemd.
- Biografisch Portaal: 87265538
- Parlement.com: vg09ll0hhuy8